# Archiconops niger
Archiconops niger är en tvåvingeart som beskrevs av Krober 1939. Archiconops niger ingår i släktet Archiconops och familjen stekelflugor.
Artens utbredningsområde är Madagaskar. Inga underarter finns listade i Catalogue of Life.